# Bandeira de Santana do Ipanema
A Bandeira de Santana do Ipanema é um dos símbolos oficiais de Santana do Ipanema, município de Alagoas. Foi instituída pela Lei Municipal Nº  388 de 27 de abril de 1970.

## Descrição
Seu desenho consiste em um retângulo dividido em três faixas verticais de mesma largura, sendo a primeira (do lado do mastro) a terceira azuis e a segunda (central) branca. No centro da faixa central está o brasão municipal.